# Velja Gorana
Velja Gorana (en serbe cyrillique : Веља Горана) est un village du sud du Monténégro, dans la municipalité de Bar.

## Démographie

### Évolution historique de la population
| 1948 | 1953 | 1961 | 1971 | 1981 | 1991 | 2003 |
| ---- | ---- | ---- | ---- | ---- | ---- | ---- |
| 478  | 511  | 548  | 567  | 602  | 450  | 386  |